# (38250) Tartois
(38250) Tartois ist ein Asteroid des Hauptgürtels, der am 31. August 1999 vom französischen Astronomen René Roy an der Sternwarte in Blauvac (IAU-Code 627) im französischen Département Vaucluse entdeckt wurde.
Der Asteroid gehört der Themis-Familie an, einer Gruppe von Asteroiden, die nach (24) Themis benannt wurde.
(38250) Tartois wurde am 6. Januar 2003 nach dem französischen Amateurastronomen Lucien Tartois (* 1924) benannt, der viele Jahre lang Mitarbeiter der Société astronomique de France war.